# Caso Carla Massiel
Carla Massiel Cabrera Reyes fue una niña dominicana de 10 años que desapareció el 25 de junio de 2015 en el sector Los García, municipio Pedro Brand, Santo Domingo Oeste, República Dominicana. Su desaparición generó una intensa búsqueda nacional y cobertura mediática durante más de un año. El hallazgo de su cadáver en agosto de 2016 y las circunstancias que lo rodearon conmocionaron a la opinión pública dominicana.
El caso cobró notoriedad por los testimonios de los imputados Darwin Trinidad Infante y Juan Cabral Martínez, quienes afirmaron que la menor fue asesinada con fines relacionados al tráfico de órganos, aunque esta hipótesis nunca fue probada judicialmente.
Ambos fueron condenados a 30 años de prisión, mientras que el caso de la doctora Liliana Santana, señalada como presunta autora intelectual, generó múltiples controversias y apelaciones legales, sin que hasta el momento se haya dictado una sentencia definitiva en su contra.

## Desaparición
Carla Massiel Cabrera Reyes, una niña dominicana de 10 años, desapareció el 25 de junio de 2015 en el sector Los García, municipio Pedro Brand, Santo Domingo Oeste. Había asistido a un culto evangélico con su hermana gemela, Perla Massiel, en una iglesia cercana a su casa. Al regresar, Carla se adelantó y nunca volvió a ser vista.
Su madre, Diolandita Cabrera, notificó de inmediato a la Policía Nacional, lo que dio inicio a una búsqueda intensiva. Aunque se movilizaron recursos policiales y comunitarios, no se logró localizar a la menor en los primeros meses.
Durante más de un año, los familiares realizaron vigilias, apariciones en medios de comunicación, y mantuvieron presión pública sobre las autoridades. El caso se convirtió en uno de los más cubiertos por la prensa nacional, evidenciando falencias en los protocolos de actuación frente a desapariciones de menores.

## Investigación
Tras la desaparición de Carla Massiel Cabrera Reyes el 25 de junio de 2015, las autoridades iniciaron una investigación que se extendió por más de un año. La Policía Nacional y el Ministerio Público realizaron múltiples operativos y entrevistas en la comunidad de Los García, Pedro Brand, sin obtener resultados concluyentes en los primeros meses.
El caso dio un giro significativo en agosto de 2016, cuando uno de los detenidos, Darwin José Trinidad Infante, condujo a las autoridades hasta un terreno en el sector La Cuaba, kilómetro 23 de la autopista Duarte, donde se encontraron restos óseos que posteriormente fueron confirmados como pertenecientes a Carla Massiel.
Durante la investigación, se realizaron allanamientos en varias clínicas de Santo Domingo Este, en busca de evidencias relacionadas con el caso. Las autoridades también entrevistaron a testigos y recopilaron pruebas que llevaron a la acusación formal de Darwin Trinidad Infante y Juan Cabral Martínez por su presunta participación en el crimen.
La investigación fue catalogada como "compleja" por las autoridades debido a la naturaleza del crimen y las implicaciones sociales que generó. El caso provocó un debate nacional sobre la seguridad infantil y la eficacia del sistema judicial en la República Dominicana.

## Juicio
Tras la investigación, el Ministerio Público presentó cargos contra Darwin Trinidad Infante y Juan Cabral Martínez por su presunta participación en el secuestro y asesinato de Carla Massiel Cabrera Reyes. El Tercer Juzgado de la Instrucción de la provincia Santo Domingo dictó auto de apertura a juicio contra ambos imputados, acogiendo la solicitud del Ministerio Público y las pruebas presentadas.
El juicio de fondo se llevó a cabo en el Tercer Tribunal Colegiado de Santo Domingo Oeste. El 7 de febrero de 2019, el tribunal condenó a Darwin Trinidad Infante y Juan Cabral Martínez a 30 años de prisión, la pena máxima establecida en el Código Penal Dominicano, por los delitos de asociación de malhechores, rapto, violación sexual y asesinato. Además, se les impuso el pago de una indemnización de RD$2 millones a favor de la parte civil constituida por los daños morales causados.
Durante el proceso judicial, se presentaron testimonios y pruebas que vincularon a los imputados con el crimen. Sin embargo, la defensa de los acusados alegó que las declaraciones obtenidas fueron producto de coacción y que no existían pruebas materiales que los involucraran directamente en el asesinato.
En relación con Liliana Santana, hija del fallecido propietario de la Clínica Integral, Hipólito Santana, el Tercer Juzgado de la Instrucción dictó un auto de "No Ha Lugar" en mayo de 2018, excluyéndola del proceso judicial. No obstante, la Segunda Sala Penal de la Corte de Apelación de Santo Domingo Este revocó esta decisión y ordenó la apertura de un juicio de fondo contra Santana. La defensa de Santana interpuso un recurso de casación ante la Suprema Corte de Justicia, el cual fue declarado inadmisible, confirmando así su envío a juicio de fondo.
El juicio de fondo contra Liliana Santana ha sido aplazado en varias ocasiones debido a inhibiciones de jueces y otros factores procesales. Hasta la fecha, no se ha emitido una sentencia definitiva en su contra, y el proceso judicial continúa en curso.

## Proceso judicial contra Liliana Santana
Liliana Santana, hija del fallecido propietario de la Clínica Integral de Santo Domingo Este, fue señalada por los condenados Darwin Trinidad Infante y Juan Cabral Martínez como la persona que les habría pagado para cometer el asesinato de Carla Massiel Cabrera Reyes con el propósito de extraerle los órganos. Esta acusación llevó a que la familia de la víctima presentara una querella particular en su contra.
En mayo de 2018, el Tercer Juzgado de la Instrucción de Santo Domingo dictó un auto de "No Ha Lugar" a favor de Santana, excluyéndola del proceso judicial. Sin embargo, esta decisión fue apelada por la parte querellante, y en abril de 2019, la Segunda Sala Penal de la Corte de Apelación de Santo Domingo Este revocó el auto de "No Ha Lugar" y ordenó la apertura de un juicio de fondo contra Santana.
Santana interpuso un recurso de casación ante la Suprema Corte de Justicia (SCJ) en un intento por anular la decisión que la enviaba a juicio de fondo. Sin embargo, en enero de 2020, la SCJ declaró inadmisible el recurso, confirmando así la decisión de la Corte de Apelación y ordenando que el juicio de fondo se conociera en el Tercer Tribunal Colegiado de Santo Domingo Oeste.
A pesar de la orden judicial, el proceso ha enfrentado múltiples retrasos. En diciembre de 2019, la madre de Carla Massiel y su abogado denunciaron que, a nueve meses de haberse ordenado el juicio de fondo, la Suprema Corte de Justicia aún no había fijado una fecha para su inicio. Además, señalaron que el expediente del caso no aparecía en el sistema judicial, lo que generó preocupaciones sobre posibles irregularidades en el manejo del proceso.
Hasta la fecha, el juicio de fondo contra Liliana Santana continúa pendiente, y la parte querellante mantiene su solicitud de una condena de 30 años de prisión por su presunta implicación en el asesinato de Carla Massiel.

## Reacciones sociales e institucionales
La desaparición y posterior asesinato de Carla Massiel Cabrera Reyes generaron una profunda conmoción en la sociedad dominicana, provocando una serie de reacciones tanto a nivel social como institucional.

### Reacciones sociales
Desde los primeros días de la desaparición de Carla Massiel, la comunidad de Pedro Brand y sectores aledaños se movilizaron en busca de la menor. Se organizaron vigilias, marchas y campañas en redes sociales para mantener viva la esperanza de encontrarla con vida. La sociedad civil, incluyendo organizaciones no gubernamentales y defensores de los derechos de la infancia, exigieron a las autoridades una investigación exhaustiva y transparente.
El caso adquirió notoriedad nacional, siendo ampliamente cubierto por los medios de comunicación. Sin embargo, esta cobertura mediática fue objeto de críticas por parte de algunos sectores que consideraron que se incurrió en sensacionalismo y revictimización de la menor y su familia.
La madre de Carla Massiel, Diolandita Cabrera, denunció en varias ocasiones sentirse amenazada y desprotegida, especialmente después de recibir amenazas por parte de uno de los condenados por el asesinato de su hija.

### Reacciones institucionales
El Ministerio Público y la Policía Nacional fueron objeto de escrutinio público debido a la duración de la investigación y la percepción de ineficiencia en la resolución del caso. No obstante, las autoridades defendieron su accionar, argumentando la complejidad del caso y la necesidad de recopilar pruebas contundentes para lograr condenas firmes.
El caso también tuvo repercusiones en el ámbito legislativo y judicial. Se generó un debate sobre la necesidad de reformar los protocolos de actuación en casos de desapariciones de menores y de fortalecer las leyes para proteger a la infancia.
Además, el caso de Carla Massiel impactó negativamente en el programa nacional de trasplante de órganos. La difusión de teorías no comprobadas sobre un supuesto tráfico de órganos relacionado con su muerte provocó una disminución en las donaciones de órganos, afectando a pacientes en lista de espera.

## Cronología de los hechos
- 25 de junio de 2015: Carla Massiel Cabrera Reyes, de 10 años, desaparece tras asistir a un culto evangélico en la comunidad de Los García, municipio Pedro Brand, Santo Domingo Oeste. Su madre, Diolandita Cabrera, reporta la desaparición a las autoridades ese mismo día.

- 29 de diciembre de 2015: Dawin José Trinidad Infante y Juan Cabral Martínez son arrestados por su presunta implicación en la desaparición de Carla Massiel. Ambos son vinculados también a otros casos de abuso sexual contra menores.[12]

- 16 de agosto de 2016: Las autoridades encuentran restos óseos en el sector La Cuaba, kilómetro 23 de la autopista Duarte, gracias a las pistas proporcionadas por Dawin Trinidad Infante. Posteriormente, se confirma que los restos pertenecen a Carla Massiel.[1]

- 18 de agosto de 2016: Se realizan allanamientos en varias clínicas de Santo Domingo Este, incluyendo el Centro Médico Integral, en busca de evidencias relacionadas con el caso. Estas acciones se basan en las declaraciones de los imputados, quienes mencionaron la posibilidad de tráfico de órganos.[13]

- 7 de febrero de 2019: El Tercer Tribunal Colegiado de Santo Domingo Oeste condena a Dawin Trinidad Infante y Juan Cabral Martínez a 30 años de prisión por los delitos de asociación de malhechores, rapto, violación sexual y asesinato de Carla Massiel. Además, se les impone el pago de una indemnización de RD$2 millones a favor de la familia de la víctima.[14]

- 8 de enero de 2020: La Suprema Corte de Justicia ordena la apertura de un juicio de fondo contra Liliana Santana, hija del fallecido propietario de la Clínica Integral, por su presunta implicación en el caso. Esta decisión revoca un auto de "No Ha Lugar" dictado anteriormente.[7]

## Impacto en la sociedad dominicana
El caso de Carla Massiel Cabrera Reyes generó un profundo impacto en la sociedad dominicana, provocando debates sobre la seguridad infantil, la eficiencia del sistema judicial y la ética en la cobertura mediática de crímenes.

### Debates sobre la seguridad infantil y el sistema judicial
La desaparición y asesinato de Carla Massiel expusieron deficiencias en los protocolos de búsqueda de menores desaparecidos. Organizaciones como la Fundación Niños por la Justicia exigieron la creación de un sistema de alerta temprana nacional y mayor capacitación para las unidades de búsqueda de personas.

### Críticas a la cobertura mediática
La cobertura del caso fue intensa, pero también criticada por sectores académicos y de derechos humanos que denunciaron revictimización y sensacionalismo. Se señaló que varios medios divulgaron imágenes, hipótesis y nombres sin confirmar, incluyendo teorías no probadas sobre tráfico de órganos.

### Repercusiones en la donación de órganos
La especulación en torno a una supuesta red de tráfico de órganos generó alarma social y provocó una reducción en las donaciones voluntarias de órganos, afectando directamente a pacientes en lista de espera. El Ministerio de Salud Pública tuvo que emitir comunicados aclarando que no existían pruebas oficiales que vincularan el caso a ese delito.

### Denuncias de corrupción y revictimización
En 2021, Diolandita Cabrera, madre de Carla Massiel, denunció públicamente que fue despedida de su puesto en el Ministerio de Educación y que funcionarios le solicitaron un 30% de sus prestaciones para tramitar el pago. La denuncia fue llevada ante la Procuraduría Especializada de Persecución de la Corrupción Administrativa (PEPCA), atrayendo atención mediática.